# Homer Brightman
Homer Brightman (1º ottobre 1901 – Kirkland, 30 gennaio 1988) è stato uno sceneggiatore statunitense.

## Biografia
Lavorò per Warner Bros. Walt Disney, Walter Lantz Productions, Metro-Goldwyn-Mayer cartoon studio, United Productions of America, Larry Harmon Pictures, Cambria Productions e DePatie-Freleng Enterprises.
Scrisse anche le gag per le strisce quotidiane del Paperino di Al Taliaferro dal 1938 al 1940, prima che toccasse a Bob Karp.